# Buchnera orgyalis
Buchnera orgyalis là loài thực vật có hoa thuộc họ Cỏ chổi. Loài này được S.Moore mô tả khoa học đầu tiên năm 1919.